# Associazione Calcio Prato 1950-1951
Questa voce raccoglie le informazioni riguardanti l'Associazione Calcio Prato nelle competizioni ufficiali della stagione 1950-1951.

## Rosa
| N. |                   | Ruolo | Calciatore        |
| -- | ----------------- | ----- | ----------------- |
|    | Italia (bandiera) | A     | Erminio Bercarich |
|    | Italia (bandiera) | A     | Ivo Braccini      |
|    | Italia (bandiera) | D     | Moreno Cambi      |
|    | Italia (bandiera) | A     | B. Capitelli      |
|    | Italia (bandiera) | C     | Luigi Carello     |
|    | Italia (bandiera) | D     | G. Massai         |
|    | Italia (bandiera) | C     | Cesare Meucci     |
|    | Italia (bandiera) | A     | Antonio Pellis    |

| N. |                   | Ruolo | Calciatore      |
| -- | ----------------- | ----- | --------------- |
|    | Italia (bandiera) | D     | R. Pucci        |
|    | Italia (bandiera) | A     | Mauro Rosati    |
|    | Italia (bandiera) | A     | Alfio Salimbeni |
|    | Italia (bandiera) | C     | Armando Segato  |
|    | Italia (bandiera) | D     | Renato Targioni |
|    | Italia (bandiera) | P     | Osvaldo Tesi    |
|    | Italia (bandiera) | A     | Pio Trasmondi   |